# Desu-masu-Stil
Der desu-masu-Stil (です・ます体 desu-masu-tai) ist in der Grammatik als Satzteil ein Prädikatsstil (文体 buntai) der japanischen Sprache. Sein Gegenstück ist der de-aru-Stil.
Der desu-masu-Stil hat seinen Namen von der Konjugationsendung -masu und dem Hilfsverb desu, die in diesem Stil zum Einsatz kommen. Die Masu-Form ist eine Höflichkeitsform. Sie ist Teil der japanischen Höflichkeitssprache.
Die Masu-Form wird im Gespräch unter Erwachsenen nahezu immer verwendet, wenn es sich nicht um den engen Familienkreis oder enge Freunde handelt. Sie entspricht damit ungefähr der Benutzung des „Sie“ im Deutschen, mit einigen Unterschieden. Während man allerdings im Deutschen entweder „per Du“ ist oder nicht, ist der Übergang zwischen Grundform und desu-masu-Stil im Japanischen fließend und kann von Satz zu Satz wechseln.
Im Gegensatz zum Deutschen Du-Sie ist die Masu-Form auch nur ein kleiner Teil des ausgesprochen komplexen Systems der japanischen Höflichkeitsformen.

## Bildung
Die Masu-Form wird an die Ren’yōkei der Verben angeschlossen. Bei Substantiven und Adjektiven kommt dagegen das Hilfsverb desu zum Einsatz. desu ist eine Abschleifung von de arimasu.
| Fünfstufiges Verb | 書く kaku         | 書きます kakimasu     |
| Einstufiges Verb  | 見る miru         | 見ます mimasu         |
| i-Adjektiv        | 安い yasui        | 安いです yasui desu   |
| na-Adjektiv       | 静かだ shizuka da | 静かです shizuka desu |

Hat das Prädikat bereits eine andere Endung, zum Beispiel die von Konjunktiv (Modus) oder Passiv (Diathese), wird die Masu-Form hinten an diese Endung angehängt. (Da das Japanische eine agglutinierende Sprache ist, sind japanische Konjugationsendungen selbst wieder konjugierbar.) Ein Beispiel:
母に皿を洗わせられます。
haha ni sara o arawaseraremasu. (arau „abwaschen“ + Kausativ + Passiv + masu)
Ich werde von meiner Mutter gezwungen, die Teller abzuwaschen.
Bei den Verben gibt es dabei drei Ausnahmen: Negation, Perfekt und Imperativ. Diese Formen werden gebildet, in dem die Endung -masu konjugiert wird.
| Negation           | -nai       | -ません -masen              |
| Perfekt            | -ta        | -ました -mashita            |
| Negation + Perfekt | -nai + -ta | -ませんでした masen deshita |
| Imperativ          | Meireikei  | -ませ -mase                 |

Bei den i-Adjektiven und na-Adjektiven sind bei der Verneinung beide Reihenfolgen möglich. Beim Perfekt wird bei den i-Adjektiven zuerst das -ta, dann das -masu gesetzt. Bei der Kombination aus Negation und Perfekt gibt es jeweils zwei Möglichkeiten.
| Negation           | 安くないです yasukunai desu                      | 安くありません yasuku arimasen                         |
| Negation           | 静かではないです shizuka dewa nai desu           | 静かではありません shizuka dewa arimasen               |
| Perfekt            | 安かったです yasukatta desu                      | --                                                     |
| Perfekt            | --                                               | 静かでした shizuka deshita                             |
| Negation + Perfekt | 安くなかったです yasuku nakatta desu             | 安くありませんでした yasuku arimasen deshita           |
| Negation + Perfekt | (静かではなかったです shizuka dewa nakatta desu) | 静かではありませんでした shizuka dewa arimasen deshita |

Der Imperativ wird eigentlich nur in der Formel Irasshaimase! verwendet, mit der Ladenangestellte den Kunden begrüßen. Die Formel ist gebildet aus irassharu, der Sonkeigo-Form von hairu (eintreten), und eben der Masu-Form mit Imperativ. Die Übersetzung lautet demnach „Treten Sie ein!“

## Schriftsprache
In der Schriftsprache kommt die masu-Form immer dann zum Einsatz, wenn ein Leser direkt angesprochen wird, also vor allem in Briefen. Fachtexte und Prosa sind dagegen im de-aru-Stil gehalten. Beispieltexte in Japanisch-Sprachkursen sind häufig in der Masu-Form gehalten, selbst wenn es sich nicht um Dialoge handelt, dies ist aber eigentlich kein natürlicher Sprachstil.